# Sagallo
La Sagallo fou una efímera colònia russa establerta a l'actual territori de Djibouti el 1889.
El 10 de desembre de 1888 el vaixell Kornilov va salpar d'Odessa amb 175 persones a dalt, dels quals 30 eren cosacs (alguns enginyers), 12 txerquessos, 4 monjos, i la resta camperols, amb la intenció d'establir una colònia a Somàlia i establir lligams amb Etiòpia. Els caps de l'expedició eren el cosac Ashinov i el monjo Paissi.
El 18 de gener de 1889 van arribar a Sagallo, un vell fort egipci proper a Tadjura. Allí van contactar amb els abissinis que els van rebre cordialment i un enviat rus va anar a la capital abissínia, i el mateix emperador Joan IV va demanar l'establiment d'una colònia, car esperava utilitzar als russos contra els italians. En canvi l'operació no va agradar als francesos establerts a Obock. Els russos per tranquil·litzar als francesos, van oferir hissar la bandera designada per a la colònia junt amb la bandera francesa, però la tribu local dels danakil, oposada als francesos, va rebutjar aquesta possibilitat i així els russos van hissar la bandera de la colònia i al costat la de la Creu Roja.
Sembla que els russos van fer alguna petició poc encertada als francesos, i l'almirall Olry va enviar un vaixell al golf de Tadjura i va demanar als russos abandonar la colònia; els russos s'hi van negar i el seu vaixell i el dels francesos van creuar foc de canons. Poc després els russos es van rendir i foren portats arrestats a Obock.
La bandera de la colònia era la bandera russa amb una creu de sant Andreu groga al damunt.